# 二道渠乡
二道渠乡，是中华人民共和国河北省张家口沽源县下辖的一个乡镇级行政单位。

## 行政区划
二道渠乡下辖以下地区：
二道渠村、十号村、二十四号村、头号村、二十三号村、骆驼井村、头道渠村、大梁底村、糜地沟村、石门子村和四号村。